# Eberholzen
Eberholzen – dzielnica gminy Sibbesse w Niemczech, w kraju związkowym Dolna Saksonia, w powiecie Hildesheim. Do 31 października 2016 jako gmina wchodziła w skład gminy zbiorowej Sibbesse.